# Rockwellskala
Rockwellskalan är en hårdhetsskala för att mäta hårdhet hos metaller. Principen går ut på att mäta ett materials förmåga att motstå plastisk deformation, precis som exempelvis Vickers- och Brinellprovning. Värdet anges i enheten HR.

## Provningsprocess
En diamantkon eller stålkula förs mot en provbit av metall. Där tiden ska vara inom intervall för EN o ASTM standard. Spetsen förs sedan ned mot provkropp med en förlast, tilläggslast sedan totallast och återgång. Därefter kan hårdhetstalet fås fram via formel för kula eller kona.
Vid följande standardtest används diamantspets: HRC, HRA, HR 15 N, HR 30 N, HR 45 N.
Vid följande standardtest används stålkula: HRB, HRF, HR 15 T, HR 30 T, HR 45 T.